# Pilea minuta
Pilea minuta är en nässelväxtart som beskrevs av Charles Baron Clarke. Pilea minuta ingår i släktet pileor, och familjen nässelväxter. Inga underarter finns listade i Catalogue of Life.